# Antiréalisme
 (mai 2019).
En philosophie analytique, le terme antiréalisme décrit toute position impliquant le refus d'une réalité objective. Ainsi, on peut parler de l'antiréalisme à l'égard des autres esprits (en), du passé, du futur, des universaux, des entités mathématiques (telles que les entiers naturels), des catégories morales, du monde matériel ou même de la pensée. Deux interprétations sont clairement distinctes mais souvent confondues. Par exemple, un « antiréaliste » qui nie que d'autres esprits existent (c'est-à-dire un solipsiste) est tout à fait différent d'un « antiréaliste » qui prétend qu'il n'est pas question de savoir si oui ou non il existe d'autres esprits non observables (par exemple, un behavioriste logique).

## Antiréalisme en philosophie

### Michael Dummett
Le terme est forgé par Michael Dummett, qui l'introduit dans son article Realism afin de reconsidérer un certain nombre de différends philosophiques classiques impliquant des doctrines telles que le nominalisme, le réalisme conceptuel, l'idéalisme et le phénoménisme. La nouveauté de l'approche de Dummett consiste à voir ces différends comme analogues au différend entre intuitionnisme et platonisme en philosophie des mathématiques.
Selon les intuitionnistes (antiréalistes à l'égard des objets mathématiques), la vérité d'un énoncé mathématique consiste en notre capacité à le prouver. Selon les platoniciens (réalistes), la vérité d'un énoncé consiste en sa correspondance à la réalité objective. Ainsi, les intuitionnistes sont prêts à accepter une déclaration de la forme P ou Q comme vraie seulement si nous pouvons prouver P ou si nous pouvons prouver Q : Ceci est appelé la propriété de la disjonction (en). En particulier, nous ne pouvons en général prétendre que P ou non P est vrai (voir principe du tiers exclu), puisque dans certains cas nous pourrions ne pas être en mesure de prouver l'énoncé P ni prouver l'énoncé non P. De même, les intuitionnistes s'opposent à la propriété de l'existence (en) pour la logique classique, où l'on peut prouver {\displaystyle \exists x.\phi (x)}, sans être en mesure de produire un terme {\displaystyle t} dont dépend {\displaystyle \phi }.
Dummett soutient que la notion intuitionniste de la vérité se trouve au fond de diverses formes classiques d'antiréalisme. Il utilise cette notion pour réinterpréter le phénoménisme, affirmant qu'il n'a pas besoin de prendre la forme d'un réductionnisme (souvent considéré comme intenable).
Les écrits de Dummett sur l'antiréalisme s'inspirent également fortement des derniers écrits de Wittgenstein concernant la signification et la règle qui en découlent. En fait, les écrits de Dummett sur l'antiréalisme peuvent être vus comme une tentative pour intégrer les idées centrales des Investigations philosophiques en philosophie analytique.
L'antiréalisme dans le sens où Dummett utilise le terme est également souvent appelé l'antiréalisme sémantique.

### Réalisme interne de Hilary Putnam
Bien qu'il ait été dans un premier temps un défenseur du réalisme métaphysique, Hilary Putnam abandonne plus tard ce point de vue en faveur d'une position qu'il appelle « réalisme interne ».

### Précurseurs
Les doutes sur la possibilité de la vérité définitive ont été exprimés depuis l'Antiquité, par exemple dans le scepticisme de Pyrrhon. L'antiréalisme relatif à la matière ou aux entités physicalistes possède également une longue histoire. On le retrouve dans l'idéalisme subjectif de Berkeley, ainsi que chez Hegel et autres post-kantiens.

## Réalisme métaphysique vis-à-vis du réalisme interne

### Arguments antiréalistes
Les idéalistes sont sceptiques sur le monde physique et soutiennent soit 1) que rien n'existe en dehors de l'esprit (Berkeley) ou 2) que nous n'aurions pas accès à une réalité indépendante de l'esprit, même si elle peut exister (Kant) ; ce dernier cas prend souvent la forme d'un refus de l'idée que nous pouvons avoir des expériences non conceptualisées (voir mythe du donné). Inversement, la plupart des réalistes (en particulier les réalistes indirects) tiennent que les perceptions ou données des sens sont causées par des objets indépendants de l'esprit. Mais cela introduit la possibilité d'une autre sorte de scepticisme : puisque notre compréhension de la causalité est que le même effet peut être produit par des causes multiples, il existe une absence de déterminisme à propos de ce que l'on perçoit vraiment. Un exemple concret d'une situation où l'entrée sensorielle d'un individu pourrait être causée par autre chose que ce qu'il pense en être la cause est le scénario du cerveau dans une cuve.
Sur un plan plus abstrait, les arguments du modèle théorétique prétendent qu'un ensemble donné de symboles dans une théorie peut être distribué sur un certain nombre d'ensembles d'objets du monde réel - chaque ensemble étant un « modèle » de la théorie - pourvu que les interrelations entre les objets soient identiques (à comparer avec le fondement des symboles).

## L'antiréalisme en science
En philosophie des sciences, l'antiréalisme s'applique principalement aux prétentions relatives à la non-réalité d'entités « inobservables » telles que les électrons ou les gènes, lesquels ne sont pas détectables par les sens humains. Pour une brève discussion comparant un tel antiréalisme à son contraire, le réalisme, voir (Okasha 2002, ch. 4). Ian Hacking (1999, p. 84) emploie également la même définition. Une position de premier plan en philosophie des sciences est l'instrumentalisme qui est une position non-réaliste. Le non-réalisme adopte une vision purement agnostique vis-à-vis de l'existence d'entités non observables : une entité inobservable X sert simplement comme instrument pour aider à la réussite de la théorie Y. Nous n'avons pas besoin de déterminer l'existence ou la non-existence de X. Certains antiréalistes scientifiques vont plus loin cependant et nient que les inobservables existent même comme instruments conditionnés à la non-vérité.

## L'antiréalisme en mathématiques
Le réalisme en philosophie des mathématiques est l'affirmation que les entités mathématiques telles que les nombres ont une existence indépendante de l'esprit. Les principales formes sont empiristes, qui associent les nombres avec des objets physiques concrets et le platonisme selon lequel les nombres sont des entités abstraites et non-physiques. 
L'« argument épistémique » contre le platonisme a été créé par Paul Benacerraf et Hartry Field. Le platonisme postule que les objets mathématiques sont des entités « abstraites ». D'un commun accord, les entités abstraites ne peuvent pas interagir causalement avec des entités concrètes et physiques. (« Les valeurs de vérité de nos assertions mathématiques dépendent de faits impliquant des entités platoniciennes qui résident dans un domaine extérieur à l'espace-temps »). Alors que notre connaissance du concret, des objets physiques est fondée sur notre capacité à les percevoir et donc d'interagir causalement avec eux, il n'existe pas de compte-rendu parallèle de la façon dont les mathématiciens parviennent à avoir connaissance des objets abstraits, (« Un compte rendu de la vérité mathématique ... doit être compatible avec la possibilité de la connaissance mathématique »). Une autre façon de défendre l'argument est que si le monde platonicien venait à disparaître, cela ne ferait aucune différence pour la capacité des mathématiciens à générer des démonstrations, etc. dont on peut déjà pleinement rendre compte en termes de processus physiques dans leur cerveau.
Field développe son point de vue en fictionalisme. Benacerraf développe également la philosophie du structuralisme mathématique selon lequel il n'existe pas d'objets mathématiques. Néanmoins, certaines versions du structuralisme sont compatibles avec certaines versions du réalisme.
L'argument repose sur l'idée qu'un compte-rendu naturaliste satisfaisant des processus de pensée en termes de processus cérébraux peut être donné pour le raisonnement mathématique comme pour le reste. Une ligne de défense consiste à soutenir que cela est faux de sorte que le raisonnement mathématique utilise quelqu'intuition spéciale qui implique des contacts avec le royaume platonicien. Une forme moderne de cet argument est donnée par Sir Roger Penrose.
Une autre ligne de défense est de maintenir que les objets abstraits sont pertinents pour le raisonnement mathématique d'une manière qui est non causale et non analogue à la perception. Cet argument est développé par Jerrold Katz dans son livre Realistic Rationalism.
Une défense plus radicale consiste à nier la séparation du monde physique et du monde platonique, à savoir l'hypothèse d'un univers mathématique. Dans ce cas, la connaissance des mathématiques que possède un mathématicien est un objet mathématique qui prend contact avec un autre.

## Source de la traduction
- (en) Cet article est partiellement ou en totalité issu de l’article de Wikipédia en anglais intitulé « Anti-realism » (voir la liste des auteurs).